# Hans Herbots
 (octobre 2017).
Si vous disposez d'ouvrages ou d'articles de référence ou si vous connaissez des sites web de qualité traitant du thème abordé ici, merci de compléter l'article en donnant les références utiles à sa vérifiabilité et en les liant à la section « Notes et références ».
Hans Herbots, né à Anvers le 13 mai 1970, est un réalisateur de cinéma belge.

## Biographie
Après la réalisations de courts métrages, il tourne en 2001 Falling (Vallen) qui met notamment en vedette Jill Clayburgh. Il travaille ensuite pour la télévision où il réalise trois épisodes de la série Flikken et seize pour la série Wittekerke. 
En 2005, il obtient un succès public avec la comédie Verlengd weekend.
Son film Bo remporte le CIAL Aluminium Award, le Crystal Gryphon et le prix de la province de Salernes en Italie lors du festival Giffoni Experience en Italie, (juillet 2010). Le film est l'adaptation cinématographique de Het Engelenhuis (La maison des anges), de l'écrivain flamand Dirk Bracke.
Il signe la série The Spiral en 2012, tourne six épisodes de la série Urgence disparitions (Vermist) en 2015-2016, et la mini-série Quand les digues se brisent (Als de dijken breken). 
Depuis 2017, il réalise plusieurs épisodes de la série britannique Riviera créée par Neil Jordan.
Après, il continue à travailler en Angleterre, d'abord sur Rellik (BBC/HBO), puis sur Riviera II. 
En 2018, il réalise la série Cobra, avec Robert Carlyle.

## Filmographie
- 1994 : Que Cosa ? (court métrage)
- 1995 : Omelette à la flamande (court métrage)
- 2001 : Falling (Vallen)
- 2003 : Flikken (série télé en 3 épisodes)
- 2004-2005 : Wittekerke (série télé en 16 épisodes)
- 2005 : Verlengd weekend
- 2006 : Tempête en haute mer (Windkracht 10: Koksijde Rescue)
- 2010 : Bo
- 2012 : The Spiral (série télé)
- 2014 : Le Traitement (De Behandeling)
- 2015-2016 : Urgence disparitions (Vermist) (série télé en 6 épisodes)
- 2016 : Quand les digues se brisent (Als de dijken breken) (mini-série en 6 épisodes)
- 2017 : Riviera I (série télé en 7 épisodes)
- 2017 : Rellik (série télé pour BBC/HBO)
- 2018: Riviera II (série télé pour Sky Atlantic)
- 2019: Cobra (série télé pour Sky)
- 2019: Le Serpent, co-réalisé avec Tom Shankland (série télé pour BBC/Netflix en 8 épisodes)
- 2021: Ritueel